# الاستفتاء الرئاسي السوري 2007
الاستفتاء الرئاسي السوري 2007 أو الانتخابات الرئاسية في سورية 2007 والتي تمت في 27 أيار 2007، هي سابع انتخابات رئاسية في ظل الجمهورية الثانية بعد استلام حزب البعث للسلطة في البلاد، وثاني انتخابات تسفر عن فوز بشار الأسد بالرئاسة، وقد شارك بها وفق الإحصاءات الرسمية 95.9% من الشعب.

## النتائج
| الاختيار    | الأصوات    | %     |
| ----------- | ---------- | ----- |
| بشار الأسد  | 11,199,445 | 97.62 |
| غير موافق   | 19,653     | 0.17  |
| أصوات باطلة | 253,059    | 2.21  |
| المجموع     | 11,472,157 | 100   |